# Thecla paphia
Thecla paphia är en fjärilsart som beskrevs av Felder 1865. Thecla paphia ingår i släktet Thecla och familjen juvelvingar. Inga underarter finns listade i Catalogue of Life.